# Stadio Spartak (Varna)
Lo Stadio Spartak è un impianto sportivo polivalente di Varna, città della Bulgaria.
Costruito nel 1962 vicino al centro cittadino, ospita le partite casalinghe dello Spartak Varna dal 1964. La capienza attuale dello stadio è di 6 000 posti, ma in passato, in seguito ad alcuni lavori di ampliamento, è arrivato a contenere fino ad un massimo di 12 000 spettatori in piedi (nel 1985).
Il campo ha una copertura in erba e le sue dimensioni sono 105x70 metri. Lo stadio include anche un bar di ritrovo esclusivamente per i tifosi ed un piccolo campo in erba sintetica.